# Rouge (radio)
Pour les articles homonymes, voir Rouge FM et Rouge (homonymie).
Rouge est une radio francophone privée dont le siège est situé en Suisse romande dans la ville de Lausanne.
Connue initialement sous le nom de Radio Framboise, elle commença à émettre le 1er mars 1989. En 2005, la radio change de nom pour Rouge FM. Depuis avril 2007, sa zone d'émission s'est étendue pour couvrir Vaud, Neuchâtel et Genève. Elle est la propriété du Groupe Rouge et a pris, le 28 septembre 2006, une participation majoritaire dans le capital action de la radio Yes FM en collaboration avec Edipresse. Elle devient la propriété de Media One Group en 2016.

## Historique
La station de radio Rouge est une radio francophone privée implantée à Crissier, en Suisse à partir de 2005 puis au Mont-sur-Lausanne à partir d'août 2007, puis à Lausanne depuis janvier 2015[réf. souhaitée].
En février 2014, Rouge FM remporte pour la deuxième fois consécutive le Prix ON'R de la radio privée étrangère francophone de l'année au Salon de la Radio à Paris.
Au 1er semestre 2016, Rouge FM est la radio privée la plus écoutée en Suisse romande avec près de 110 000 auditeurs quotidiens.
Au printemps 2017, Rouge FM a raccourci son nom pour Rouge. L'année a également été marquée par la cession de la radio Yes FM au groupe de médias, et principal concurrent Mediaone[pas clair].
En 2018 Rouge FM s'est affranchie de la concession fédérale de programmes, délivrée par l'Office fédéral de la communication, avec mandat de prestations à remplir et validation de sa programmation par des fonctionnaires fédéraux.

## Zone d'émission
Rouge émet dans une grande partie du bassin lémanique et du plateau suisse romand. Les fréquences sont les suivantes :
- Lausanne, La Côte, Lavaux : 106.5 FM
- Plateau vaudois : 101.9 FM
- Yverdon-les-Bains : 96.5 FM
- Payerne : 106.7 FM
- Moudon / Vallorbe : 89.9 FM
- Riviera & Chablais : 92.1 FM
- Vallée de Joux : 89.8 FM
- Genève & France voisine : 97.6 FM

Rouge diffuse également sur le DAB+ en Suisse romande et sur la TNT Grand Genève depuis le 12 juin 2020.

## Logo

Ancien logo de la station
Logo de 2010 à 2014
Logo de 2014 à 2018
Nouveau logo depuis février 2018.

## Anecdote
Durant l'émission "Les patriotes" du 17 décembre 2008, un animateur était allé au jet d'eau de Genève afin de couper les robinets d'alimentation d'eau, en direct sur l'antenne. Il a été arrêté par cinq gendarmes, qui ont rétabli les vannes et procédé à l'arrestation de l'animateur. Il sera relâché après deux heures d'interrogatoire et de nombreux appels téléphoniques d'auditeurs aux services d'urgences. Le département cantonal des institutions a menacé l'antenne d'une plainte pour mise en danger de la vie d’autrui, entrave au service d’urgence et incitation à l’émeute.